# World Rugby Hall of Fame
La World Rugby Hall of Fame, in precedenza International Rugby Board Hall of Fame, è la Hall of Fame di World Rugby che premia tutti coloro che hanno dato un contributo speciale o hanno avuto un merito particolare nel gioco del rugby a 15.
Possono esservi ammessi giocatori, allenatori, dirigenti, ufficiali di gara, istituzioni, ecc.
L'ammissione avviene a cadenza annuale, in base a liste di nominati che tengono anche conto del parere del pubblico; particolare enfasi viene posta ai contributi e meriti storici legati al rugby.
Nel 2006 ebbero luogo le prime ammissioni, con William Webb Ellis e la Rugby School.
Il presidente della Hall of Fame è l'ex giocatore internazionale australiano John Eales, e il segretario è il giornalista sportivo britannico David Hands.

## Hall of Famers

### 2006
- William Webb Ellis e la  Rugby School.

### 2007
- Pierre de Coubertin,  Wilson Whineray,  Danie Craven,  Gareth Edwards e  John Eales.

### 2008
- New Zealand Natives 1888-1889 e  Joe Warbrick,  Jack Kyle,  Melrose RFC e  Ned Haig,  Hugo Porta e  Philippe Sella.

### 2009
- Barry "Fairy" Heatlie,  Bennie Osler,  Frik du Preez,  Bill Maclagan,  Ian McGeechan,  Willie John McBride,  Tony O'Reilly,  Syd Millar,  Cliff Morgan.

### 2011
- Agustín Pichot,  Bob Dwyer,  Nick Farr-Jones,  Rod Macqueen,  Nicholas Shehadie,  Roger Vanderfield,  Gareth Rees,  Serge Blanco,  André Boniface,  Guy Boniface,  Lucien Mias,  Jean Prat,  Cardiff RFC,  Frank Hancock,  Barbarian FC e  William Percy Carpmael,  Martin Johnson,  John Kendall-Carpenter,  Alan Rotherham,  Harry Vassall,  Clive Woodward,  Mike Gibson,  David Kirk,  Richard Littlejohn,  Brian Lochore,  Jonah Lomu,  Brian Lima,  Kitch Christie,  François Pienaar,  John Smit,  Jake White

### 2012
- Gordon Tietjens,  Donald Campbell e Ian Campbell,  Yoshihiro Sakata,  Nazionale di rugby a 15 della Romania ai Giochi Olimpici del 1924,  Nazionale di rugby a 15 degli Stati Uniti d'America ai Giochi Olimpici del 1920 e 1924,  Richard Tsimba e Kennedy Tsimba

### 2013
- David Bedell-Sivright,  David Campese,  Ken Catchpole,  Ronnie Dawson,  Mark Ella,  George Gregan,  Alfred St. George Hamersley,  Gavin Hastings,  Vladimir Il'jušin,  Tom Lawton, Snr,  Jack Matthews,  Robert Seddon e  British Lions 1888,  Waisale Serevi,  John Thornett,  Bleddyn Williams

### 2014
- Fred Allen,  Don Clarke,  Grant Fox,  Sean Fitzpatrick,  Michael Jones,  Ian Kirkpatrick,  John Kirwan,  Terry McLean,  Colin Meads,  Graham Mourie,  George Nepia,  Nathalie Amiel,  Gill Burns,  Patty Jervey,  Carol Isherwood,  Anna Richards,  Farah Palmer,  Nelson Mandela,  Keith Rowlands,  Jim Greenwood,  J. P. R. Williams,  Michael Lynagh,  Jo Maso,  Keith Wood,  Ieuan Evans,  Jason Leonard,  Bill Beaumont

### 2015
- Tim Horan,  Tom Richards,  Edgar Mobbs,  Ronald Poulton-Palmer,  Wavell Wakefield,  Jean-Pierre Rives,  Marcel Communeau,  Basil Maclear,  Fergus Slattery,  Tom Kiernan,  Andy Irvine,  Bill McLaren,  Gordon Brown,  Danie Gerber,  Hennie Muller,  Joost van der Westhuizen,  Morne du Plessis,  Naas Botha,  Barry John,  Carwyn James,  Gerald Davies,  Gwyn Nicholls,  Andrew Owen,  Mervyn Davies,  Phil Bennett,  John Lewis Williams

### 2016
- /  Daniel Carroll,  Heather Moyse[2][3],  Maggie Alphonsi,  Lawrence Dallaglio,  Jeremy Guscott,  Jonny Wilkinson,  Brian O'Driscoll,  Daisuke Ohata,  Phil Macpherson,  John Dawes,  Arthur Gould,  Shane Williams

### 2017
- Felipe Contepomi,  Al Charron,  Rob Andrew,  Fabien Pelous,  Phaidra Knight

### 2018
- Liza Burgess,  Stephen Larkham,  Ronan O'Gara,  Pierre Villepreux,  Bryan Williams

### 2019
- Os du Randt,  Peter Fatialofa,  Graham Henry,  Shiggy Konno,  Richie McCaw,  Diego Ormaechea

### 2021
- Osea Kolinisau,  Humphrey Kayange,  Huriana Manuel,  Cheryl McAfee,  Will Carling,  Jim Telfer

### 2022
- Deborah Griffin,  Sue Dorrington,  Alice Cooper,  Mary Forsyth,  Kathy Flores,  Fiao'o Fa'amausili

### 2023
- Varsity Match,  Dan Carter,  Thierry Dusautoir,  George Smith,  Juan Martín Hernández,  Bryan Habana

### 2024
Emilee Cherry,  DJ Forbes,  Sergio Parisse,  Donna Kennedy,  Chris Laidlaw